# Heinrich Otto von Wülcknitz
Baron Heinrich Otto von Wülcknitz, selten auch Wülknitz (* 8. Februar 1773 in Berlin; † 1842 oder 1843) war ein deutscher Kammerherr, Gutsbesitzer und Immobilienspekulant, welcher sich durch die Wülcknitzschen Familienhäuser einen Namen machte.

## Leben

### Herkunft und Familie
Von Wülcknitz entstammte dem alten, anhaltischen Adelsgeschlecht derer von Wülcknitz. Er war Sohn des preußischen Majors Hans Heinrich Otto von Wülcknitz († 1815) und dessen Ehefrau, Josephe Charlotte, geb. von Hahn. Wülcknitz  war verheiratet mit Clara Ernestine von Rüling (1769–1827). Das Ehepaar hatte einen Sohn, Otto Rudolf von Wülcknitz (um 1794–1866), der 1824 Sophie Rosalie von Arnstedt (1791–1861) heiratete und später Kammergerichtsrat wurde, und eine Tochter, Charlotte Wilhelmine Henriette (* um 1796).

### Karriere
Von Wülcknitz diente als Landkavalier in Kartzow im Osthavelland. Er trat am 25. Oktober 1792 der Freimaurerloge Zu den drei Degen bei. Im Jahre 1793 wurde von Wülcknitz von König Friedrich Wilhelm II. zum Kammerherrn im preußischen Hofstaat ernannt. 1803 übernahm er die Dorfkirche Günterberg von der Familie von Sparr. Im Jahre 1809 tauschte er mithilfe eines Vertrags das ihm gehörende Gut Henseberg bei Königsberg in der Neumark durch ein anderes Gut aus.
Nach dem Tode seines Vaters erbte von Wülcknitz zahlreiche Gebäude und Gebiete, unter anderem einen Komplex in Berlin-Mitte und mehrere märkische Rittergüter, darunter das Schloss Lanke, das Rittergut Ützdorf und das Rittergut Kartzow. In den Jahren 1820 bis 1824 ließ er auf dem Komplex in Berlin zahlreiche Miethäuser errichten, um die dortige Wohnungsnotlage auszunutzen. Für ihn waren die mehrstöckigen Unterkünfte ein gutes Geschäft, doch brachten sie ihm auch viel Kritik und Ärger mit den Behörden ein. Da die Mietwohnungen teils unter sehr schlechten Bedingungen errichtet wurden, entwickelte sich das Gebiet schnell zu einem sozialen Brennpunkt. 1826 entschloss er sich, das Schloss Lanke und das Rittergut Ützdorf an den Grafen Friedrich Wilhelm von Redern zu verkaufen. Nachdem es sichtlich wurde, dass er von den Mietern der Wülcknitzschen Familienhäuser keine Miete erlangen würde, gab er auf und setzte sich nach Paris ab. Wo und wann genau er starb, ist nicht bekannt.